# Leucophyllum langmaniae
Leucophyllum langmaniae är en flenörtsväxtart som beskrevs av L.D. Flyr. Leucophyllum langmaniae ingår i släktet Leucophyllum och familjen flenörtsväxter. Inga underarter finns listade i Catalogue of Life.